# Crummey-Nunatak
Der Crummey-Nunatak ist ein länglicher und 3 km langer Nunatak im westantarktischen Marie-Byrd-Land. In den Ford Ranges ragt er am nordöstlichen Ende der Gutenko-Nunatakker auf.
Wissenschaftler der United States Antarctic Service Expedition (1939–1941) kartierten ihn. Das Advisory Committee on Antarctic Names benannte den Nunatak 1970 nach Glenn Tillman Crummey (1931–1988) von der United States Navy, Bauelektriker auf der Byrd-Station im Jahr 1967.